# Segelfluggelände Hülben

i7
i11
i13
Das Segelfluggelände Hülben liegt im Gebiet der Gemeinde Hülben im Landkreis Reutlingen in Baden-Württemberg, etwa 14,5 km östlich von Reutlingen.

## Flugbetrieb
Das Segelfluggelände ist mit zwei Start- und Landebahnen aus Gras ausgestattet. Bei Westwind wird die 470 m lange Piste 29 als Start- und Landebahn verwendet. Bei Ostwind wird die 690 m lange Piste 08 als Startbahn verwendet, während die Piste 11 als Landebahn verwendet wird (mit einer verfügbaren Landestrecke von 410 m). Der Betreiber des Segelfluggeländes ist die Fliegergruppe Hülben e. V. Am Flugplatz findet Flugbetrieb mit Segelflugzeugen, Motorseglern, Ultraleichtflugzeugen und Motorflugzeugen statt. Segelflugzeuge starten per Windenstart oder Flugzeugschlepp.